# Inteligență artificială (film)
Inteligență artificială: IA este un film SF produs, scris și regizat de Steven Spielberg. Filmul a fost ultimul proiect al marelui regizor Stanley Kubrick, dar acesta a murit înainte de începerea filmărilor. Inteligență artificială: IA este dedicat lui Stanley Kubrick. În rolul copilului-robot joacă talentatul Haley Joel Osment, iar Jude Law este prietenul său matur Gigolo Joe. Filmul a câștigat 5 premii Saturn și a fost nominalizat pentru trei premii Oscar. 

## Prezentare
În secolul al XXII-lea, creșterea nivelului mării din cauza încălzirii globale a distrus orașele de coastă și a modificat clima lumii. Cu populația umană în declin, națiunile avansate au creat Mecha pentru a îndeplini diferite roluri în societate.
În Madison, New Jersey, David, un copil prototip Mecha în vârstă de 11 ani, capabil să experimenteze dragostea, este dăruit lui Henry Swinton și soției sale Monica, al cărui fiu Martin este în animație suspendată după ce a contractat o boală rară. Inițial Monica nu se simte bine cu David, dar se apropie de el în cele din urmă cu el și îi activează protocolul de imprimare. Dorind ca ea să-l iubească în schimb, se împrietenește cu Teddy, bătrânul ursuleț robot al lui Martin.
După ce Martin se vindecă neașteptat de boala sa și este adus acasă, el îl face pe David gelos să taie o șuviță din părul Monicăi. Noaptea, David intră în camera părinților săi adoptivi, dar când Monica se întoarce, foarfeca o atinge accidental în ochi. În timp ce Henry îi îngrijește rănile, Teddy ia șuvița de păr de pe podea și o pune în buzunar. În timpul unei petreceri la piscină, unul dintre prietenii lui Martin îl înțeapă pe David cu un cuțit, ceea ce-i declanșează programul de autoprotecție. David îl apucă temător pe Martin, dar cad amândoi în piscină. În timp ce Martin este salvat, David este lăsat în apă și acuzat că îi pune pe alții în pericol.
Henry o convinge pe Monica să-l returneze pe David creatorilor săi pentru a fi distrus. Pe drum, ea îl cruță pe David, abandonându-l în pădurea plină de fier vechi și Mecha învechit. Însoțit doar de Teddy, David își amintește de Aventurile lui Pinocchio și decide să găsească Zâna Albastră pentru a deveni om; astfel crede el că va recâștiga dragostea Monicăi.
David și Teddy sunt capturați de cei de la „Flesh Fair”, un eveniment ambulant asemănător unui circ în care Mecha învechit este distrus în fața mulțimilor care aplaudă. Pe cale de a fi el însuși distrus, David pledează pentru viața lui, iar publicul se revoltă și îi permite lui David să evadeze împreună cu Gigolo Joe, un prostituat Mecha care fuge după ce i s-a înscenat o crimă. David, Teddy și Joe se duc în stațiunea decadentă a orașului Rouge City, unde „Dr. Știe Tot”, un motor de răspunsuri holografice, îi direcționează spre vârful Rockefeller Center din ruinele inundate ale orașului New York și oferă informații de basm pe care David le interpretează că o zână albastră l-ar putea ajuta să devină om real.
Deasupra ruinelor New York-ului, David îl întâlnește pe profesorul Hobby, creatorul său, care îi spune că întâlnirea lor demonstrează capacitatea lui David de a iubi și de a dori. David găsește copii ale sale, inclusiv variante feminine denumite „Darlene”, gata să fie expediate. Descurajat că nu este unic, David încearcă să se sinucidă aruncându-se de pe un zgârie-nori în ocean. Sub apă, David observă o siluetă care seamănă cu Zâna Albastră înainte ca Joe să-l salveze într-o aeronavă amfibie. Înainte ca David să-i poată explica ceva, autoritățile îl capturează pe Joe cu un electromagnet. David și Teddy preiau controlul aeronavei pentru a o revedea pe Zâna Albastră, care se dovedește a fi o statuie a unui parc tematic din Coney Island. Cei doi rămân prinși când Roata Minunilor cade pe aeronava lor. Crezând că Zâna Albastră este reală, David îi cere în mod repetat statuii să-l transforme într-un băiat adevărat până când sursa lui de energie este epuizată.
Două mii de ani mai târziu, omenirea a dispărut, iar Manhattanul este îngropat sub gheața glaciară. Mecha a evoluat într-o formă avansată, iar un grup cunoscut sub numele de Specialiști, interesați de umanitate, îi găsesc și îi învie pe David și Teddy. Ei reconstruiesc casa familiei Swinton din amintirile lui David înainte de a-i explica, printr-o versiune interactivă a Zânei Albastre, că el nu poate deveni om. Cu toate acestea, ei o recreează pe Monica prin materialul genetic din șuvița de păr pe care Teddy a păstrat-o. Această versiune a Monicăi poate trăi doar o zi și nu poate fi reînviată. David își petrece cea mai fericită zi a sa cu Monica, iar în timp ce aceasta adoarme seara, Monica îi spune lui David că l-a iubit mereu. David se întinde lângă ea și închide ochii.

## Distribuție

### Actori
- Haley Joel Osment – David
- Frances O'Connor – Monica Swinton
- Jude Law – Gigolo Joe
- Sam Robards – Henry Swinton
- Jake Thomas – Martin Swinton
- William Hurt – Profesor Allen Hobby
- Brendan Gleeson – Lord Johnson-Johnson

### Actori de voce
- Jack Angel – Teddy
- Ben Kingsley – ca narator și lider al Mecha.
- Robin Williams – holograma Dr. Know (Cameo)

## Vezi și
- Listă de filme distopice
- Listă de filme DreamWorks Pictures